# Marañónduva
Marañónduva (Patagioenas oenops) är en fågel i familjen duvor inom ordningen duvfåglar. Den förekommer i Sydamerika i ett begränsat område utmed Marañónfloden.

## Utseende och läte
Marañónduvan är en medelstor (31–34 cm) duva i grått och rostrött. Huvudet är gråbrunt och undersidan purpurbrun, på strupen ljusare och på nedre delen av buken och undergumpen snarare grå. Ovansidan, inre vingtäckarna och skapularerna är kastanejbrunt purpurfärgade, medan resten av vingen är grå och vingpennorna sotfärgade. Övergumpen är också grå, övre stjärttäckarna mörkare och stjärten svartaktig. Näbben är blågrå med rött längst in. Liknande rostduvan är mer färglös, med mindre rostrött på vingen och grå stjärt. Lätet har inte beskrivits.

## Utbredning och systematik
Fågelns utbredningsområde är i norra Peru (subtropiska Marañóndalen) och angränsande södra Ecuador. Den behandlas som monotypisk, det vill säga att den inte delas in i några underarter.

### Släktestillhörighet
Tidigare inkluderades arterna Patagioenas i Columba, men genetiska studier visar att de amerikanska arterna utgör en egen klad, där Gamla världens arter står närmare släktet Streptopelia.

## Status och hot
Marañónduvan har en liten världspopulation bestående av uppskattningsvis endast 2 500–10 000 vuxna individer. Den tros också minska i antal till följd av habitatförlust och jakttryck. Internationella naturvårdsunionen IUCN kategoriserar den som nära hotad (NT).